# Bradford (West Yorkshire)
 For alternative betydninger, se Bradford. (Se også artikler, som begynder med Bradford)
Bradford er en by med omkring 400.000 indbyggere i West Yorkshire i England. Byen er især kendt for sine turistattraktioner som historiske bygninger og for sin etniske mangfoldighed (22 procent af indbyggerne er af ikke-britisk herkomst). Med tiden er byen nærmest vokset sammen med Leeds.
Bradford er hovedby i The City of Bradford Metropolitan District Council, der er en del af Vest-Yorkshires storbyområde. (West Yorkshire Urban Area). City of Bradford har status som en storbykommune (Metropolitan borough). 
53°48′N 1°45′V / 53.800°N 1.750°V